# Lužany pri Topli
Lužany pri Topli és un poble i municipi d'Eslovàquia. Es troba a la regió de Prešov, al nord del país.

## Història
La primera referència escrita de la vila data del 1370.

## Demografia
| Godina             | 1994 | 2004   | 2014   | 2024   |
| ------------------ | ---- | ------ | ------ | ------ |
| Nombre de persones | 248  | 259    | 261    | 247    |
| Diferència         |      | +4,43% | +0,77% | −5,36% |

| Godina             | 2023 | 2024   |
| ------------------ | ---- | ------ |
| Nombre de persones | 255  | 247    |
| Diferència         |      | −3,13% |